# Station Dubidze
Station Dubidze is een spoorwegstation in de Poolse plaats Dubidze.